# بخش فیروزآباد، هند

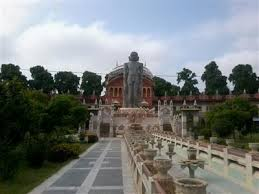
نمایی از بخش فیروزآباد در کشور هند - ۲۰۰۹

بخش فیروزآباد (هندی: फ़िरोज़ाबाद ज़िला) از بخش‌های ایالت اوتار پرادش هند است.